# Södermanlands runinskrifter 132
Södermanlands runinskrifter 132 är en vikingatida runsten av gråsten i Sanda, Lids socken och Nyköpings kommun. Runstenens höjd är 1,2 meter och dess bredd är - vid foten - 80 centimeter. Runslingan är nio centimeter bred. Rundhöjden är 7,5-9 centimeter.

## Inskriften
Translitterering av runraden:
þruþrun : iraati : staina at faþur sin · biarn · i snt-m
Normalisering till runsvenska:
Þruðrun ræisti(?) stæin at faður sinn Biorn i Sand[u]m.
Översättning till nusvenska:
Trudrun reste(?) stenen efter sin fader Björn i Sanda.